# المشاركة النسائية القطرية في الألعاب الأولمبية الصيفية
انطلقت الألعاب الأولمبية الصيفية لأول مرة عام 1896 في أثينا، لكن مشاركة قطر في الألعاب قد تأخرت 88 عامًا حتى دورة 1984 في لوس أنجلوس. أما الظهور النسائي فبدأ بعد ذلك بـ28 عامًا، أي بعد انطلاق الألعاب لأول مرة ب116 عامًا، حيث مُثِّلت المرأة القطرية لأول مرة في الأولمبياد في دورة لندن 2012 بمشاركة 4 لاعبات.
بانقضاء دورة بكين 2008، صارت قطر والسعودية وبروناي هم الدول الثلاث التي لم تشارك نساءها في الألعاب الأولمبية الصيفية ولا مرة منذ انطلاقها. وفي 2010، أعلن اللجنة الأولمبية القطرية أنها تأمل إرسال 4 لاعبات إلى منافسات الرماية والمبارزة في دورة 2012 في لندن. وفي مطلع 2012، أعلن إرسال اللجنة الأولمبية الدولية دعوات لكلًا من السباحة ندى عركجي والعداءة نور المالكي للمشاركة في الأولمبياد. أعلنت قطر لاحقًا أنها سترسل أربعة لاعبات في وفدها المشارك، وهن ندى عركجي ونور المالكي والرامية بهية الحمد ولاعبة تنس الطاولة آية مجدي. كما حملت بهية الحمد علم الوفد القطري في حفل الافتتاح.

## لندن 2012
شهدت الدورة الظهور الأول على الإطلاق للمرأة القطرية في الألعاب الأولمبية الصيفية، فشاركت الرامية بهية الحمد والعداءة نور المالكي والسباحة ندى عركجي ولاعبة كرة الطاولة آية مجدي. كما حملت بهية علم الوفد القطرية في حفل افتتاح الأولمبياد.

### ألعاب القوى
| الرياضيّة    | الحدث | التمهيدي | التمهيدي | ربع النهائي | ربع النهائي | نصف النهائي | نصف النهائي | النهائي  | النهائي  |
| الرياضيّة    | الحدث | النتيجة  | الترتيب  | النتيجة     | الترتيب     | النتيجة     | الترتيب     | النتيجة  | الترتيب  |
| ----------- | ----- | -------- | -------- | ----------- | ----------- | ----------- | ----------- | -------- | -------- |
| نور المالكي | 100 م | ل.ت.     | ل.ت.     | لم تتأهل    | لم تتأهل    | لم تتأهل    | لم تتأهل    | لم تتأهل | لم تتأهل |

### الرماية
| الرياضيّة   | الحدث             | التصفيات | التصفيات | النهائي  | النهائي  |
| الرياضيّة   | الحدث             | النقاط   | الترتيب  | النقاط   | الترتيب  |
| ---------- | ----------------- | -------- | -------- | -------- | -------- |
| بهية الحمد | 50 م مسدس 3 أوضاع | 555      | 46       | لم تتأهل | لم تتأهل |
| بهية الحمد | 10 م مسدس هواء    | 395      | 17       | لم تتأهل | لم تتأهل |

### السباحة
| الرياضيّة  | الحدث      | التمهيدي | التمهيدي | نصف النهائي | نصف النهائي | النهائي  | النهائي  |
| الرياضيّة  | الحدث      | الوقت    | الترتيب  | الوقت       | الترتيب     | الوقت    | الترتيب  |
| --------- | ---------- | -------- | -------- | ----------- | ----------- | -------- | -------- |
| ندى عركجي | 50 متر حرة | 30.89    | 58       | لم تتأهل    | لم تتأهل    | لم تتأهل | لم تتأهل |

### تنس الطاولة
| الرياضيّة | الحدث      | الدور التمهيدي          | دور 1         | دور 2         | دور 3         | دور 4         | ربع النهائي   | نصف النهائي   | النهائي / م.ب. | النهائي / م.ب. |
| الرياضيّة | الحدث      | الخصم النتيجة           | الخصم النتيجة | الخصم النتيجة | الخصم النتيجة | الخصم النتيجة | الخصم النتيجة | الخصم النتيجة | الخصم النتيجة  | الترتيب        |
| -------- | ---------- | ----------------------- | ------------- | ------------- | ------------- | ------------- | ------------- | ------------- | -------------- | -------------- |
| آية مجدي | فردي سيدات | زهانغ مو (كندا) · خ 0–4 | لم تتأهل      | لم تتأهل      | لم تتأهل      | لم تتأهل      | لم تتأهل      | لم تتأهل      | لم تتأهل       | لم تتأهل       |

## إحصائيات

### اللاعبات
| م | الاسم       | الرياضة     | العمر عند أول مشاركة | الدورات | عدد الدورات |
| - | ----------- | ----------- | -------------------- | ------- | ----------- |
| 1 | نور المالكي | ألعاب القوى | 17                   | 2012    | 1           |
| 2 | بهية الحمد  | الرماية     | 20                   | 2012    | 1           |
| 3 | ندى عركجي   | السباحة     | 17                   | 2012    | 1           |
| 4 | آية مجدي    | تنس الطاولة | 17                   | 2012    | 1           |

### الرياضات
| الرياضة     | عدد اللاعبات | الدورات | عدد الدورات |
| الرياضة     | عدد اللاعبات | 2012    | عدد الدورات |
| ----------- | ------------ | ------- | ----------- |
| ألعاب القوى | 1            | √       | 1           |
| الرماية     | 1            | √       | 1           |
| السباحة     | 1            | √       | 1           |
| تنس الطاولة | 1            | √       | 1           |
| المجموع     | 4            | 1       | 1           |

### الدورات
| الدورة | عدد السيدات من قطر | عدد السيدات من كل الدول | نسبة التمثيل النسائي القطري | عدد الرجال من قطر | نسبة التمثيل النسائي في البعثة القطرية |
| ------ | ------------------ | ----------------------- | --------------------------- | ----------------- | -------------------------------------- |
| 2012   | 4                  | 4655                    | 0.00086%                    | 8                 | 33.33%                                 |